# Par de Wieferich
En matemáticas, un par de Wieferich es un par de números primos p y q que satisfacen
pq - 1 ≡ 1 (mod q2) y qp - 1 ≡ 1 (mod p2)
Llevan el nombre del matemático alemán Arthur Josef Alwin Wieferich. Los pares de Wieferich juegan un papel importante en la prueba hallada por Preda Mihăilescu en 2002 del teorema de Mihăilescu (anteriormente conocido como la conjetura de Catalan).

## Parejas de Wieferich conocidas
Solo se conocen 7 pares de primos de Wieferich:
(2, 1093), (3, 1006003), (5, 1645333507), (5, 188748146801), (83, 4871), (911, 318917) y (2903, 18787) (Secuencias A124121 y A124122 en OEIS)

## Tripletes de Wieferich
Un triplete de Wieferich es un trío de números primos p, q y r que satisfacen
pq - 1 ≡ 1 (mod q2), qr - 1 ≡ 1 (mod r2), y rp - 1 ≡ 1 (mod  p2).
Hay 17 tripletes de Wieferich conocidos:
(2, 1093, 5), (2, 3511, 73), (3, 11, 71), (3, 1006003, 3188089), (5, 20771, 18043), (5, 20771, 950507), ( 5, 53471161, 193), (5, 6692367337, 1601), (5, 6692367337, 1699), (5, 188748146801, 8807), (13, 863, 23), (17, 478225523351, 2311), (41, 138200401, 2953), (83, 13691, 821), (199, 1843757, 2251), (431, 2393, 54787) y (1657, 2281, 1667) (Secuencias A253683, A253684 y A253685 en OEIS)

## Secuencia de Barker
La secuencia de Barker o n-tupla de Wieferich es una generalización del par y del triple de Wieferich. Son primos (p1, p2, p3, ..., pn) tales que
p1p2 - 1 ≡ 1 (mod p22), p2p3 - 1 ≡ 1 (mod p32), p3p4 - 1 ≡ 1 (mod p 42), ..., pn−1pn - 1 ≡ 1 (mod pn2), pnp1 - 1 ≡ 1 (mod p12).
Por ejemplo, (3, 11, 71, 331, 359) es una secuencia de Barker, o una 5-tupla de Wieferich; (5, 188748146801, 453029, 53, 97, 76704103313, 4794006457, 12197, 3049, 41) es una secuencia de Barker, o una 10 tupla de Wieferich.
Para cada una de las n-tuplas de Wieferich más pequeñas, consúltese (sucesión A271100 en OEIS). Para el conjunto ordenado de todas las tuplas de Wieferich, consúltese (sucesión A317721 en OEIS).

## Secuencia de Wieferich
La secuencia de Wieferich es un tipo especial de secuencia de Barker. Todo entero k>1 tiene su propia secuencia de Wieferich. Para hacer una sucesión de Wieferich de un entero k>1, comiéncese con a(1)=k, a(n) = el menor primo p tal que a(n-1)p-1 = 1 (mod p) pero a(n-1) ≠ 1 o -1 (mod p). Es una conjetura que todo entero k>1 tiene una secuencia periódica de Wieferich. Por ejemplo, la secuencia de Wieferich de 2:
2, 1093, 5, 20771, 18043, 5, 20771, 18043, 5, ..., genera un ciclo: {5, 20771, 18043} (un triplete de Wieferich)
La secuencia de Wieferich de 83:
83, 4871, 83, 4871, 83, 4871, 83, ..., genera un ciclo: {83, 4871} (un par Wieferich)
La sucesión de Wieferich de 59: (esta sucesión necesita más términos para ser periódica)
59, 2777, 133287067, 13, 863, 7, 5, 20771, 18043, 5, ... también resulta 5.
Sin embargo, hay muchos valores de a(1) con estado desconocido. Por ejemplo, la secuencia de Wieferich de 3:
3, 11, 71, 47, ? (no se conocen primos de Wieferich en base 47).
La secuencia de Wieferich de 14:
14, 29, ? (No hay primos Wieferich conocidos en base 29 excepto 2, pero 22 = 4 divide 29 - 1 = 28)
La secuencia Wieferich de 39:
39, 8039, 617, 101, 1050139, 29, ? (también resulta 29)
Se desconoce que existan valores para "k" tales que la secuencia de Wieferich de "k" no se vuelva periódica. Eventualmente, se desconoce que existan valores para k tales que la secuencia de Wieferich de k sea finita.
Cuando a(n - 1)=k, a(n) se obtiene (empezando con k = 2): 1093, 11, 1093, 20771, 66161, 5, 1093, 11, 487, 71, 2693, 863, 29, 29131, 1093, 46021, 5, 7, 281, ?, 13, 13, 25633, 20771, 71, 11, 19, ?, 7, 7, 5, 233, 46145917691, 1613, 66161, 77867, 17, 8039, 11, 29, 23, 5, 229, 1283, 829, ?, 257, 491531, ?, ... (para k = 21 , 29, 47, 50, incluso se desconoce el siguiente valor)